# Tormenta tropical Norman (2006)
La tormenta tropical Norman fue un ciclón tropical débil que provocó fuertes lluvias al suroeste de México en octubre de 2006. Fue la duodécima tormenta nombrada de la temporada de huracanes del Pacífico de 2006, Norman se desarrolló el 9 de octubre desde una onda tropical al suroeste de México. Las condiciones desfavorables se encontraron rápidamente con el sistema, y dos días después de la formación, Norman se disipó mientras que sus remanentes giraban hacia el este. 
Las tormentas eléctricas aumentaron gradualmente nuevamente, ya que interactuó con una perturbación hacia el este, y el 15 de octubre el ciclón se regeneró cerca de la costa de México. El centro se desorganizó y se disipó rápidamente, lo que provocó un gran área de humedad que cayó hasta 6 pulgadas (150 mm) de lluvia en el suroeste de México. Las precipitaciones de la tormenta inundaron alrededor de 150 casas, de las cuales 20 fueron destruidas. Una persona resultó herida, e inicialmente hubo informes de dos personas desaparecidas debido a la tormenta; sin embargo, no fue confirmado más tarde.

## Historia meteorológica

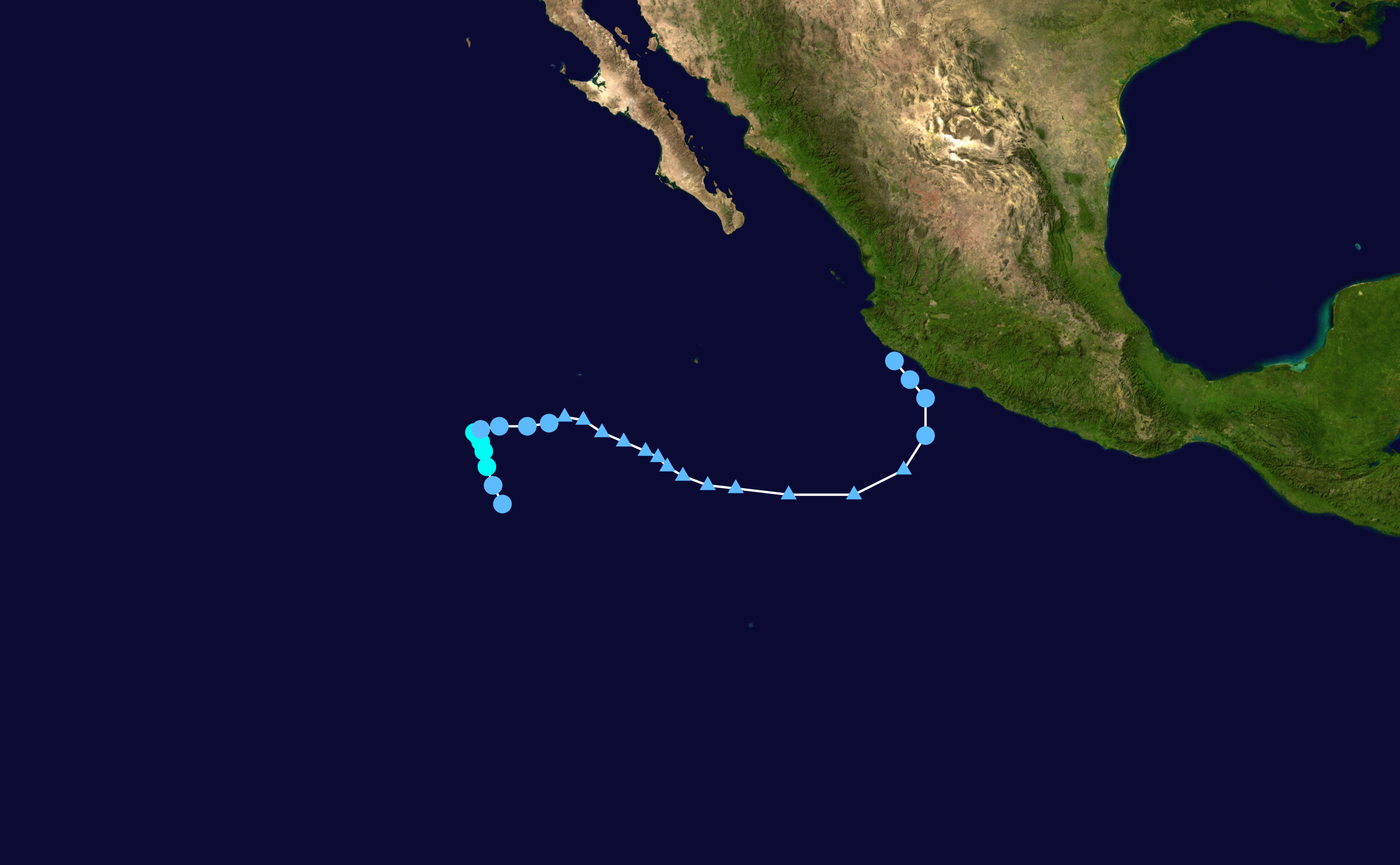
Trayectoria de la tormenta tropical Norman en la escala de huracanes de Saffir-Simpson

### Primera etapa
Una onda tropical se movió fuera de la costa de África el 21 de septiembre, moviéndose a través del Océano Atlántico y el Mar Caribe con poco desarrollo. El 1 de octubre entró en el Océano Pacífico oriental, y continuando hacia el oeste desarrolló un área de convección persistente el 5 de octubre. Inicialmente, el sistema estaba desorganizado, aunque se esperaba un desarrollo gradual ya que se esperaba que las condiciones en los niveles superiores de la atmósfera fueran más favorables. El 7 de octubre desarrolló una amplia área de baja presión, y al día siguiente estaba ubicado en la porción oriental de una gran área de clima alterado; la porción occidental del sistema luego se convirtió en la tormenta tropical Olivia. El sistema oriental desarrolló una convección organizada cerca de su centro, y se convirtió en la depresión tropical Quince-E en la medianoche del 9 de octubre, a unos 765 millas (1,235 km) al suroeste del extremo sur de la península de Baja California.
Al convertirse por primera vez en un ciclón tropical, la depresión se movía hacia el norte-noroeste, alrededor de la periferia occidental de una cresta débil; el primer aviso de pronóstico del Centro Nacional de Huracanes (NHC) pronostica que la depresión se intensificará gradualmente antes de debilitarse y atravesar la península de Baja California. Ubicado sobre temperaturas de agua templada, el sistema desarrolló un área de convección profunda organizada cerca del centro; con las estimaciones de la intensidad del satélite de la fuerza de la tormenta tropical utilizando la técnica de Dvorak, el Centro Nacional de Huracanes actualizó la depresión a la tormenta tropical que nombró Norman aproximadamente 12 horas después de su primera formación. El fortalecimiento continuó, y Norman alcanzó los vientos máximos de 50 mph (85 km/h) a principios del 10 de octubre. En ese momento, se pronosticaba oficialmente que seguiría fortaleciéndose y continuaría hacia el noreste. Sin embargo, algunos modelos de predicción de huracanes anticiparon un rápido debilitamiento y un giro hacia el sudeste.
Poco después de alcanzar un máximo en intensidad, la cizalladura del viento del sudoeste aumentó, lo que condujo a una disminución en la cobertura de convección. Al mismo tiempo, un canal que se extendía desde California hacia el sur hizo que Norman se parara y girara hacia el este. La convección se separó rápidamente del centro; para el 10 de octubre, el centro estaba ubicado a unas 115 millas (185 km) de las tormentas eléctricas más cercanas. Para entonces, se había debilitado al estado de depresión tropical, y el 11 de octubre Norman degeneró en un baja remanente a unas 530 millas (855 km) al suroeste de Cabo San Lucas, México.

### Segunda etapa
Los remanentes de Norman continuaron hacia el este, y más tarde hacia el este-sureste, ya que interactuaba con una perturbación tropical en las costas de México. Inicialmente, no se esperaba el re-desarrollo de Norman, ya que la perturbación se le dio la posibilidad de un mayor desarrollo. El 13 de octubre, el Centro Nacional de Huracanes notó que los remanentes de Norman se estaban fusionando con la perturbación hacia el este; durante la interacción, la convección se renovó y se organizó alrededor del baja remanente de Norman, y el 15 de octubre se transformó en una depresión tropical, cerca de la costa del suroeste de México. Con aguas cálidas y condiciones favorables de nivel superior, se pronosticaba que Norman volvería a alcanzar el estado de tormenta tropical antes de tocar tierra. Sin embargo, el centro rápidamente se volvió menos organizado, girando hacia el norte y el noroeste dentro de la perturbación tropical más grande. A última hora del 15 de octubre, se estima que la depresión tropical Norman se disipó a unas 23 millas (37 km) al sur y cerca de la costa de Manzanillo, Colima, aunque las imágenes satelitales sugirieron que el centro pudo haberse disipado tierra adentro.

## Preparaciones

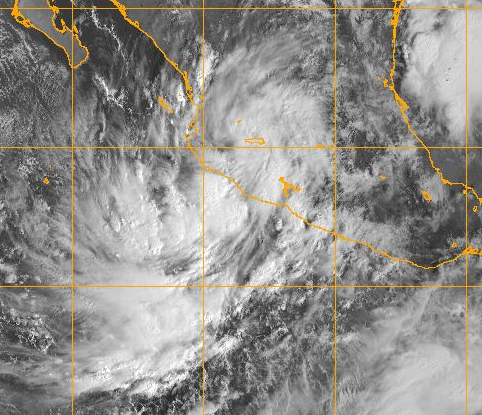
Imagen satelital del Norman regenerado cerca de la costa mexicana

Cuando Norman se convirtió en un ciclón tropical, el gobierno de México emitió una advertencia de tormenta tropical desde Lázaro Cárdenas a Cabo Corrientes.

### Impacto
La tormenta trajo fuertes lluvias al suroeste de México, alcanzando un máximo de 6,35 pulgadas (161 mm) en La Villita, Michoacán. Las inundaciones de cuatro días de lluvia causaron que las autoridades cerraran las escuelas en Acapulco y sus alrededores. La lluvia resultó en árboles caídos y deslizamientos de tierra. Aproximadamente 150 hogares se inundaron, lo que resultó en personal militar para ayudar a evacuar las casas inundadas. En total, 20 casas fueron destruidas y 20 aldeas quedaron sin electricidad. Un vehículo de transporte que transportaba a 15 personas fue arrastrado por un arroyo inundado, resultando en una lesión; el camión fue luego rescatado por policías. Alrededor de 300 hectáreas (740 acres) de campos de cultivo sufrieron daños; sin embargo, se informó de un pequeño daño a los cultivos, ya que la tormenta se produjo después de que la recolección había terminado. En todo México, la tormenta afectó a alrededor de 500,000 personas e inicialmente hubo dos personas desaparecidas; sin embargo, un informe posterior indicó que no hubo víctimas asociadas con la tormenta.